# Gare de Papignies
La gare de Papignies est une gare ferroviaire belge de la ligne 90, de Denderleeuw à Jurbise, située à Papignies section de la ville de Lessines dans la province de Hainaut en région wallonne.
Elle est mise en service en 1855 par la Compagnie du chemin de fer de Dendre-et-Waes et de Bruxelles vers Gand par Alost qui confie son exploitation à l'administration des chemins de fer de l'État-Belge. C'est une halte ferroviaire de la Société nationale des chemins de fer belges (SNCB) desservie par des trains Omnibus (L) et d’Heure de pointe (P).

## Situation ferroviaire
Établie à 25 m d'altitude, la gare de Papignies est située au point kilométrique (PK) 31,600 de la ligne 90, de Denderleeuw à Jurbise, entre les gares ouvertes de Houraing et de Rebaix.

## Histoire
La station de Papignies est mise en service le 9 avril 1855 par l'administration des chemins de fer de l'État-Belge lorsqu'elle ouvre à l'exploitation (service voyageurs) la section de Grammont à Ath suivant la convention signée avec la Compagnie du chemin de fer de Dendre-et-Waes et de Bruxelles vers Gand par Alost concessionnaire.
Elle dispose d'un bâtiment construit à partir des plans de l'architecte Jean-Pierre Cluysenaar.
Le bâtiment de la gare est démoli à la fin du XXe siècle.

## Service des voyageurs

### Accueil
Halte SNCB, c'est un point d'arrêt non géré (PANG) à accès libre. Elle dispose de deux quais avec abri situés de part et d'autre du passage à niveau.
La traversée des voies et le passage d'un quai à l'autre se fait par le passage à niveau routier.

### Desserte
Papignies est desservie par des trains Omnibus (L) et d’Heure de pointe (P) de la SNCB, qui effectuent des missions sur la ligne commerciale 90 (voir brochure SNCB,).
En semaine, la desserte est constituée de trains L reliant, toutes les heures, Grammont à Mouscron via Ath. Les week-ends et jours fériés, ils relient Grammont à Mons et Quévy.
Quelques trains supplémentaires (P) se rajoutent en heure de pointe les jours ouvrables :
- trois trains P de Grammont à Ath (le matin) ;
- deux train P d'Ath à Grammont (un vers midi et un le soir) ;
- un train P de Mons à Grammont (l’après-midi).

### Intermodalité
Un parc pour les vélos et un parking pour les véhicules y sont aménagés.

## Comptage voyageurs
Le graphique et le tableau montrent le nombre de passagers qui en moyenne embarquent durant la semaine, le samedi et le dimanche.
| Tabel: Nombre de voyageurs qui embarquent à la gare de Papignies | Tabel: Nombre de voyageurs qui embarquent à la gare de Papignies | Tabel: Nombre de voyageurs qui embarquent à la gare de Papignies | Tabel: Nombre de voyageurs qui embarquent à la gare de Papignies |
|                                                                  | Semaine                                                          | Samedi                                                           | Dimanche                                                         |
| ---------------------------------------------------------------- | ---------------------------------------------------------------- | ---------------------------------------------------------------- | ---------------------------------------------------------------- |
| 1977                                                             | 157                                                              | 16                                                               | 8                                                                |
| 1978                                                             | 159                                                              | 32                                                               | 16                                                               |
| 1979                                                             | 114                                                              | 41                                                               | 19                                                               |
| 1980                                                             | 118                                                              | 27                                                               | 14                                                               |
| 1981                                                             | 126                                                              | 16                                                               | 10                                                               |
| 1982                                                             | 119                                                              | 17                                                               | 10                                                               |
| 1983                                                             | 98                                                               | 32                                                               | 17                                                               |
| 1984                                                             | 126                                                              | 26                                                               | 16                                                               |
| 1985                                                             | 161                                                              | 31                                                               | 23                                                               |
| 1986                                                             | 171                                                              | 29                                                               | 25                                                               |
| 1987                                                             | 165                                                              | 26                                                               | 20                                                               |
| 1988                                                             | 133                                                              | 20                                                               | 11                                                               |
| 1989                                                             | 152                                                              | 52                                                               | 45                                                               |
| 1990                                                             | 171                                                              | 57                                                               | 39                                                               |
| 1991                                                             | 190                                                              | 58                                                               | 45                                                               |
| 1992                                                             | 207                                                              | 67                                                               | 47                                                               |
| 1993                                                             | 180                                                              | 58                                                               | 50                                                               |
| 1994                                                             | 125                                                              | 21                                                               | 7                                                                |
| 1995                                                             | 157                                                              | 20                                                               | 16                                                               |
| 1996                                                             | 147                                                              | 22                                                               | 18                                                               |
| 1997                                                             | 159                                                              | 28                                                               | 23                                                               |
| 1998                                                             | 116                                                              | 18                                                               | 34                                                               |
| 1999                                                             | 81                                                               | 21                                                               | 16                                                               |
| 2000                                                             | 102                                                              | 14                                                               | 12                                                               |
| 2001                                                             | 106                                                              | 8                                                                | 10                                                               |
| 2002                                                             | 82                                                               | 24                                                               | 14                                                               |
| 2003                                                             | 76                                                               | 10                                                               | 10                                                               |
| 2004                                                             | 64                                                               | 13                                                               | 11                                                               |
| 2005                                                             | 101                                                              | 16                                                               | 10                                                               |
| 2006                                                             | 86                                                               | 21                                                               | 19                                                               |
| 2007                                                             | 133                                                              | 20                                                               | 8                                                                |
| 2008                                                             | -                                                                | -                                                                | -                                                                |
| 2009                                                             | 121                                                              | 17                                                               | 17                                                               |
| 2010                                                             | -                                                                | -                                                                | -                                                                |
| 2011                                                             | -                                                                | -                                                                | -                                                                |
| 2012                                                             | 123                                                              | 26                                                               | 10                                                               |
| 2013                                                             | 141                                                              | 17                                                               | 11                                                               |
| 2014                                                             | 96                                                               | 14                                                               | 17                                                               |
| 2015                                                             | 139                                                              | 25                                                               | 9                                                                |
| 2016                                                             | 90                                                               | 20                                                               | 17                                                               |
| 2017                                                             | 100                                                              | 14                                                               | 12                                                               |
| 2018                                                             | 73                                                               | 21                                                               | 20                                                               |
| 2019                                                             | 110                                                              | 21                                                               | 13                                                               |
| 2020                                                             | 63                                                               | 20                                                               | 14                                                               |
| 2021                                                             | -                                                                | -                                                                | -                                                                |
| 2022                                                             | 132                                                              | 49                                                               | 25                                                               |
| 2023                                                             | 129                                                              | 113                                                              | 74                                                               |
| 2024                                                             | 181                                                              | 76                                                               | 48                                                               |